# Mír podle Mnichovské dohody
Mír podle Mnichovské dohody (v anglickém originále True Stories: Peace in Our Time?) byl natočen pro televizi Channel 4 k padesátému výročí podpisu  Mnichovské dohody a věnuje se událostem, které uzavření smlouvy předcházely, a následkům, které neblahá dohoda přinesla. Dokumentární film je složený z dobových záběrů, vyprávění účastníků a komentářů historiků. Kriticky hodnotí chování předních zastánců politiky appeasementu, především Nevilla Chamberlaina, jehož fráze Peace for our time je ironizována v hraných vstupech Johna Cleese.

## Obsazení
| John Cleese            | Neville Chamberlain           |
| Nicol Williamson       | vypravěč                      |
| Benito Mussolini       | dohazovač                     |
| Édouard Daladier       | býk se šnečími rohy           |
| Adolf Hitler           | kmotr                         |
| Hermann Göring         | lovec                         |
| Walter Runciman        | misionář                      |
| Konrad Henlein         | učitel tělocviku              |
| Charles Lindbergh      | letec ve výšinách             |
| Joseph Kennedy         | podnikatel                    |
| Halifax                | úředníček                     |
| Joachim von Ribbentrop | doprovod                      |
| Neville Chamberlain    | sjednavatel                   |
| Duff Cooper            | který to nemohl spolknout     |
| Edvard Beneš           |                               |
| Anthony Eden           | kteří přihlíželi a abdikovali |

## Kulturní přesah
Charles Lindbergh, nositel Záslužného řádu Německého orla, je ironizován kvůli návštěvě Německa v roce 1938.
Alfred Duff Cooper obdržel z rukou prezidenta republiky v roce 2021 nejvyšší české vyznamenání Řád Bílého lva I. třídy in memoriam za „zvláště vynikající zásluhy ve prospěch ČR“.
Po pětaosmdesáti letech od podpisu je stále živý omyl, podle kterého Neville Chamberlain při výstupu z letadla na londýnském letišti mává Mnichovskou dohodou.